# Brabham BT42
La Brabham BT42 è una monoposto di Formula 1 costruita dalla scuderia britannica Brabham e impegnata in Formula 1 dalla stagione 1973 e al 1974. Ha ottenuto due podi.
La vettura fu la prima monoposto ad essere progettata da Gordon Murray.